# انعام (سوره)
سورهٔ انعام سورهٔ ۶ام قرآن است و ۱۶۵ آیه‌است. همانند سوره‌های مکی، محتوای این سوره پیرامون اعتقادات پایه‌ای اسلام است اما بیشتر روی مسئلهٔ یگانه‌پرستی و مبارزه با شرک و بت‌پرستی تأکید دارد. بر اساس روایات اهل بیت تمام این سوره یکجا نازل شده‌است. برگزاری جلسات ختم انعام برای قرائت این سوره از آداب و رسوم مسلمانان برای حل مشکلاتشان است.